# Calle de Silva
La calle de Silva es una vía pública de la ciudad española de Madrid, que discurre por los barrios de Palacio y Universidad, pertenecientes ambos al distrito Centro, y que une la plaza de Santo Domingo con la de Santa María de Soledad Torres Acosta, atravesando la Gran Vía.

## Historia

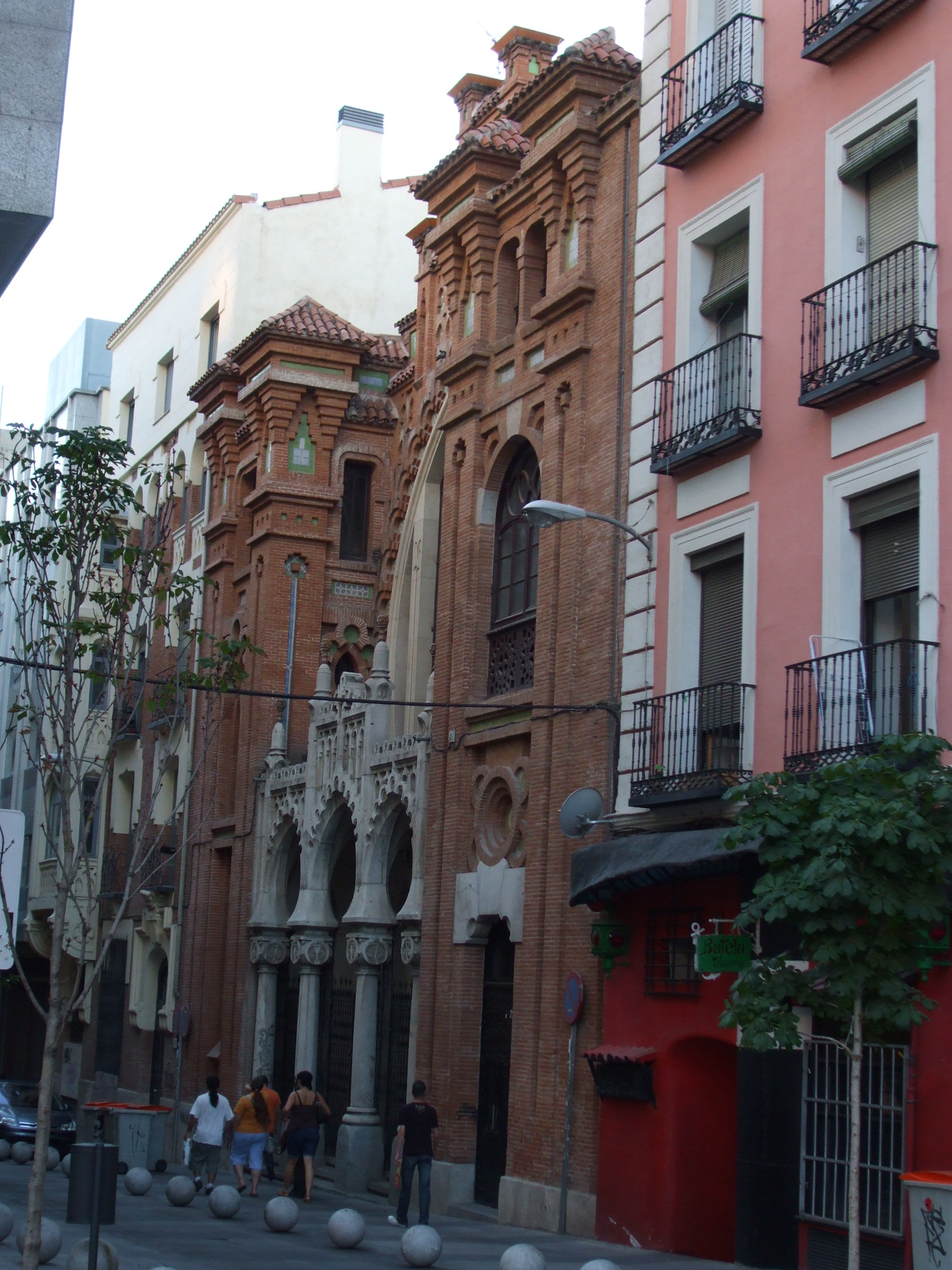
Iglesia de la Buena Dicha, en la calle de Silva.

Comienza en la plaza de Santo Domingo  y, discurriendo en dirección suroeste-noreste, en el siglo XIX finalizaba su recorrido en la calle de la Luna; actual plaza de Santa María de Soledad Torres Acosta, también plaza de la Luna. En su trayecto atraviesa la Gran Vía. Conserva su nombre desde el siglo xvii.
Según la tradición el nombre de la calle provendría de dos nobles y hacendados caballeros que vivieron en ella, llamados García de Silva Figueroa y Juan de Silva, que habrían sido célebres el uno por sus «caritativos sentimientos» y el otro por su habilidad diplomática, en tiempos del rey Felipe III. El primero habría fundado el hospital de la Venerable Orden Tercera de Santo Domingo en unas casas de la calle de San Bernardo, frente al desaparecido convento del Rosario.
En el antiguo número 39 de la calle se encontraba el hospital de la Buena Dicha, fundado en 1594 por el abad del monasterio de San Martín. Contaba con una iglesia, muy reducida, cuyo único aspecto de interés era un antiguo sepulcro al lado de la epístola. En el siglo xx, entre 1914 y 1917, estos edificios se derribaron, para construir en el solar resultante la actual iglesia de la Buena Dicha, ubicada en el número 21. El número 23 de la vía alojó la sede de Alianza Popular, desde 1977 hasta su traslado a la calle de Génova a comienzos de la década de 1980.